# Herbert Johansson
Karl Herbert Johansson, född 19 oktober 1891 i Hästhult i Vrå socken, Kronobergs län, död 13 december 1979 i Kalmar, är en svensk lektor och kyrkohistoriker.
Han var son till hemmansägaren August Johansson och Maria Johansdotter.  Han avlade studentexamen vid läroverket i Växjö 1913, blev teol. kand. vid Lunds universitet 1916, teol.lic 1935 och teol. dr 1938. Han prästvigdes i Växjö 1917, var tf. komminister i Vallsjö församling. När ägaren till Nydala säteri  utifrån sin  patronatsrätt den 15 november 1921 kallade honom till komminister i Nydala församling blev han den siste präst i Svenska kyrkan som tillsatts genom denna medeltida ordning. Lagen (SFS 1921:282) om patronella tjänster avskaffade med 1921 års utgång. Han blev därefter komminister i Vallsjö 1922 och var kyrkoherde Lommaryds och Bälaryds pastorat i Linköpings stift 1925–40. Han blev då lektor i kristendomskunskap och filosofi vid läroverket i Kalmar och pensionerades 1958.
1938–44 var han ordförande i Sällskapet för kristlig kärleksverksamhet och 1927–45 för Nobynäshemmet. Han var ledamot av Allmänna kyrkomötet 1951 och 1953.
Som vetenskaplig forskare signerade han sina arbeten K.H. Johansson. Han disputerade i  praktisk teologi i Lund 1937 på avhandlingen Svensk sockensjälvstyrelse 1686–1862. Studier särskilt med hänsyn till Linköpings stift. Avhandlingen skulle bli den grundläggande framställningen om det lokala socken- och församlingslivet rättsligt var organiserat i sockenstämma, kyrkoråd olika funktionärer och ekonomi från 1686 års kyrkolag till 1862 års kommunallagar.  
Hans genomgång av ett stort antal sockenstämmoprotokoll med mera ledde till att han kunde utge en undersökning om Kyrkobruk och gudstjänstliv under 1700-talet (1938), där han sökte rekonstruera hur kyrko- och gudstjänstlivet ute i socknarna i Linköpings, Kalmar och Växjö stift faktiskt gestaltade sig mellan kyrkolagens tillkomst och fram till 1811 års kyrkohandbok.. Det gällde inte bara själva gudstjänsten utan också undervisningen, hur det sett ut i och omkring kyrkorna, hur man ställt sig till bruket av skrudar och andra inventarier och hur noga man följt liturgiska bestämmelser i kyrkolagen och kyrkohandboken.
I Linköpings domkapitelsarkiv fann Johansson en handskriven bok kallad Acta Visitations M. Petri Benedicti et M. Jonæ Kyrlandri 1590-1623. Det är anteckningar gjorda av linköpingsbiskopen Petrus Benedicti Oelandus under dennes visitationsresor i Linköpings stift, som då även omfattade det som senare blev Kalmar stift och vissa delar av nuvarande Växjö stift. Boken innehåller förteckningar över kyrko- och prästgårdsinventarier, om av kronan beslagtaget tionde. Boken ger uppgifter om kyrko- och gudstjänstlivet vid tiden före, under och efter Uppsala möte. K.H. Johansson utgav denna 1954 i en vetenskaplig edition med titeln Linköpingsbiskopen Petrus Benedicti's visitationsbok.
I samband med att biskopens uppdrag som eforus för stiftets skolväsende avskaffades utgav han undersökningen Kalmar läroverk under eforers vård (1958).
I en rad uppsatser publicerade på olika håll gjorde Johansson översikter och detaljstudier kring samma teman. I de av Hugo Blennow utgivna  böckerna Kyrkans liturgi (1952) och Kyrkans bekännelse (1953) medverkade han med artiklar om vigsel och jordfästning resp."Kyrkans bekännelse och livet". Han var medlem i Societas Sanctæ Birgittaæ.
Han gifte sig 1928 med Astrid Johansson-Åfors (1900–1959), dotter till Ernst Johansson (1866–1937), ägare till bl.a. Åfors glasbruk och fick därmed intressen i den småländska glasindustrin. Bl.a. var han styrelseordförande i Emmaboda Glasverk AB. Efter svärfaderns död fick makarma i arv  den historiska egendomen Ulfsborg i Dörby socken, nära Kalmar, som de sedan dess bebodde  sommartid.. Jordbruket utarrenderades. Gården har efter deras död genom arv fortsatt att vara knuten till familjen Åfors. Deras dotter är översättaren Gun R. Bengtsson.
Han är gravsatt på Odensjö kyrkogård i Kronobergs län.